# فارسان عربيان (فلم)
فارسان عربيان (بالإنجليزية: Two Arabian Knights) هو فيلم صامت تم إنتاجه في الولايات المتحدة وصدر في سنة 1927. الفيلم من إخراج لويس مايلستون.

## ترشيحات وجوائز
| السنة | الحدث  | الفئة     | النتيجة  |
| ----- | ------ | --------- | -------- |
|       | أوسكار | أفضل مخرج | فـــــوز |

## وصلات خارجية
- فارسان عربيان على موقع IMDb (الإنجليزية)
- فارسان عربيان على موقع الموسوعة البريطانية (الإنجليزية)
- فارسان عربيان على موقع روتن توميتوز (الإنجليزية)
- فارسان عربيان على موقع نتفليكس (الإنجليزية)
- فارسان عربيان على موقع ألو سيني (الفرنسية)
- فارسان عربيان على موقع Turner Classic Movies (الإنجليزية)
- فارسان عربيان على موقع أول موفي (الإنجليزية)
- فارسان عربيان على موقع فيلمافينيتي (الإسبانية)
- فارسان عربيان على موقع قاعدة بيانات الأفلام السويدية (السويدية)
- فارسان عربيان على موقع قاعدة بيانات الفيلم (الإنجليزية)

1. ↑  وصلة مرجع: https://www.oscars.org/oscars/ceremonies/1929.
2. ↑  "معلومات عن فارسان عربيان (فيلم) على موقع netflix.com". netflix.com. مؤرشف من الأصل في 2020-03-16.
3. ↑  "معلومات عن فارسان عربيان (فيلم) على موقع ssl.ofdb.de". ssl.ofdb.de. مؤرشف من الأصل في 2020-03-12.
4. ↑  "معلومات عن فارسان عربيان (فيلم) على موقع filmaffinity.com". filmaffinity.com. مؤرشف من الأصل في 2019-08-27.